# Кен, Педро
Пе́дро Кен Моримо́то Море́йра, либо просто Педро Кен (порт.-браз. Pedro Ken Morimoto Moreira; 20 марта 1987, Куритиба) — бразильский футболист, полузащитник клуба «Сеара».

## Биография
Воспитанник клуба «Коритиба», дебютировал в основном составе клуба в 2006 году, в 2007 году стал игроком основы «Коритибы», а через годы выиграл с командой чемпионат Параны.
В сборной Бразилии провёл один матч в юбилейной игре Олимпийской команды против игроков чемпионата Бразилии.
С 2010 года выступал за «Крузейро», куда перешёл за 3,75 млн реалов. В 2011 году на правах аренды выступал за «Аваи». В 2012 году перешёл в салвадорскую «Виторию». С 2013 года выступал за «Васко да Гаму».

## Награды
- Чемпион Бразилии в Серии B (1): 2007
- Чемпион штата Минас-Жерайс (1): 2011
- Чемпион штата Парана (1): 2008